# سندرم ایازی
سندرم ایازی (یا سندرم حذف کروموزوم 21 Xq21 )  یک سندرم است که با کوروئیدرمی ، ناشنوایی مادرزادی و چاقی مشخص می شود.

## علائم و نشانه ها
ارائه برای این شرایط به شرح زیر است:
- عقب ماندگی ذهنی
- ناشنوایی در بدو تولد
- چاقی
- کوروئیدرمی
- اختلال بینایی
- انحطاط پیشرونده مشیمیه

## ژنتیک
الگوی ارثی سندرم ایازی به صورت مغلوب وابسته به X توصیف می شود. ژن هایی که حذف می شوند عبارتند از CHM و POU3F4 که هر دو در جایگاه Xq21 قرار دارند.